# Shawn Johnson
Pour les articles homonymes, voir Johnson.
Shawn Machel Johnson, née le 19 janvier 1992 à Des Moines dans l'Iowa, est une gymnaste artistique américaine. Elle a remporté la huitième édition de la version américaine de Danse avec les stars, et est candidate pour la saison 15 All-Stars.

## Biographie
Après s'être illustrée au niveau junior (elle remporte le concours général du championnat junior des États-Unis en 2006 avec un score plus élevé que toutes les seniors), elle intègre l'élite mondiale en 2007 en triomphant lors des Jeux Panaméricains 2007 à Rio de Janeiro. Auréolée de quatre médailles d'or lors de cette compétition, Johnson enchaîne sur un titre de championne nationale devant des gymnastes plus âgées qu'elle (notamment la double championne du monde Nastia Liukin). C'est d'ailleurs avec cette dernière et ses compatriotes américaines qu'elle remporte le titre mondial sur le concours complet par équipes à Stuttgart en septembre 2007. À titre individuel, elle remporte les médailles d'or sur le concours général et sur l'épreuve du sol. Elle remporte ainsi trois titres mondiaux alors qu'elle n'a que 15 ans.
Après sa fructueuse campagne olympique, elle se retire momentanément de la gymnastique et participe à l'émission américaine de télé-réalité Dancing with the Stars (8e saison) avec pour partenaire Mark Ballas. Elle remporte le concours face à Gilles Marini et Melissa Rycroft.
En 2010, elle se blesse au genou lors d'un accident de ski. Elle est opérée en février. En mai 2010, elle annonce son retour à la compétition en vue des JO de 2012 à Londres. Bien que sa blessure au genou l'empêche encore de s’entraîner pleinement, elle poste sur son internet des vidéos montrant ses progrès. 
En février 2011, elle fait à nouveau partie de l'équipe nationale américaine. Elle fait son retour au CoverGirl Classic en juillet 2011, s'alignant à la poutre, aux barres asymétriques et au sol. Elle se classe respectivement 16e, 11e et 16e. En août 2011, elle s'aligne aux Championnats Nationaux américains  (Visa Championships) où elle se classe 16e du concours général, 6e au barres asymétriques et 3e à la poutre confirmant ainsi son retour parmi les meilleures. Elle est remplaçante de l'équipe américaine pour les Championnats de Monde 2011 à Tokyo en octobre et ne participe pas à la compétition.  Elle fait partie de la sélection de gymnastes envoyées au Mexique Pour les Jeux panaméricains de 2011. L'équipe américaine féminine se classe première et Shawn récolte une médaille d'argent aux barres asymétriques. 
Toutefois, le 3 juin 2012, un peu moins de deux mois avant le début JO de 2012 à Londres, Shawn Johnson annonce sa retraite sportive tout comme Nastia Liukin, membre de son équipe et championne du monde de Gymnastique Artistique Féminine.
En septembre 2012, Gilles Marini, Melissa Rycroft et elle-même sont de nouveau candidats à Dancing with the Stars pour la saison 15 all stars.

## Palmarès

### Jeux olympiques
- Pékin 2008
  -  Médaille d'or au concours de la poutre devant sa compatriote Nastia Liukin et la chinoise Cheng Fei
  -  Médaille d'argent sur le concours complet par équipes derrière la Chine et devant la Roumanie
  -  Médaille d'argent au concours général individuel derrière sa compatriote Nastia Liukin
  -  Médaille d'argent au concours au sol derrière la roumaine Sandra Izbasa et devant sa compatriote Nastia Liukin.

### Championnats du monde
- Stuttgart 2007
  -  Médaille d'or sur le concours complet par équipes.
  -  Médaille d'or sur le concours général individuel.
  -  Médaille d'or sur l'épreuve du sol.
  - 8e place sur l'épreuve de la poutre.

### Jeux panaméricains
- Rio de Janeiro 2007
  -  Médaille d'or sur le concours par équipes
  -  Médaille d'or sur le concours général individuel
  -  Médaille d'or sur l'épreuve des barres asymétriques
  -  Médaille d'or sur l'épreuve de la poutre
  -  Médaille d'argent sur l'épreuve du sol

- Guadalajara 2011
  -  Médaille d'or sur le concours par équipes
  -  Médaille d'argent sur l'épreuve de la poutre

### Autres
- American Cup 2007 :
  -  1re au concours général
- American Cup 2008 :
  -  2e au concours général

## Apparitions télévisées
En février 2009, elle participe à la saison 8 de la version américaine de Danse avec les Stars, où elle danse avec Mark Ballas et remporte cette 8e édition devenant ainsi la plus jeune gagnante de l'émission. 
En septembre 2014, elle participe à nouveau à l'émission lors de la saison 15, réunissant les stars les plus populaires des années précédentes. Elle danse cette fois ci avec Derek Hough, et termine l'émission à la 2e place derrière Melissa Rycroft.
Elle participe en tant qu'invitée vedette à la version américaine de l'émission d'improvisation Whose Line Is It Anyway? (saison 9, épisode 12).